# 源潭镇 (临湘市)
源潭镇，中华人民共和国湖南省岳阳市临湘市下属的一个镇，位于临湘市北部。季（台坡）江（南）公路经过镇区。

## 建制沿革
- 1952年，设沅潭镇；
- 1958年，属聂市公社；
- 1961年，析置沅潭公社；
- 1984年，改置源潭镇。

## 行政区划
源潭镇下辖1个居委会和12个行政村：
- 源潭居委会
- 枫林村、万竹村、同德村、友谊村、东港村、聂坳村、平湖村、曹家村、同合村、长源村、新源村、黄盖村